# 14ymedio
14ymedio (littéralement : « 14 et demi ») est un journal en ligne cubain, indépendant du pouvoir, créé en mai 2014 par la blogueuse Yoani Sánchez.

## Histoire
La blogueuse cubaine Yoani Sánchez, déjà connue pour son blog Generación Y qui narrait la vie quotidienne à Cuba, lance le 24 mai 2014 le journal en ligne 14ymedio,. Il s'agit de l'un des seuls — et le premier,, — médias indépendants dans le pays, puisque la presse privée y est interdite par la constitution. Le gouvernement cubain censure d'ailleurs l'accès au site, qui n'est possible que depuis l'étranger. Pour contourner la censure, une version en PDF du journal est créée chaque semaine et circule via des clefs USB.
En 2015, des journalistes de 14ymedio sont empêchés de couvrir une manifestation du groupe militant les Dames en blanc.
En février 2017, un correspondant du journal est arrêté par les autorités cubaines, en même temps qu'un journaliste de la revue La Hora de Cuba.
Le site dispose d'une version en anglais.